# ASCL2
ASCL2 (англ. Achaete-scute family bHLH transcription factor 2) – білок, який кодується однойменним геном, розташованим у людей на короткому плечі 11-ї хромосоми. Довжина поліпептидного ланцюга білка становить 193 амінокислот, а молекулярна маса — 20 185.
| 10         |  | 20         |  | 30         |  | 40         |  | 50         |
| ---------- |  | ---------- |  | ---------- |  | ---------- |  | ---------- |
| MDGGTLPRSA |  | PPAPPVPVGC |  | AARRRPASPE |  | LLRCSRRRRP |  | ATAETGGGAA |
| AVARRNERER |  | NRVKLVNLGF |  | QALRQHVPHG |  | GASKKLSKVE |  | TLRSAVEYIR |
| ALQRLLAEHD |  | AVRNALAGGL |  | RPQAVRPSAP |  | RGPPGTTPVA |  | ASPSRASSSP |
| GRGGSSEPGS |  | PRSAYSSDDS |  | GCEGALSPAE |  | RELLDFSSWL |  | GGY        |

A: Аланін

C: Цистеїн

D: Аспарагінова кислота

E: Глутамінова кислота

F: Фенілаланін

G: Гліцин

H: Гістидин

I: Ізолейцин

K: Лізин

L: Лейцин

M: Метіонін

N: Аспарагін

P: Пролін

Q: Глутамін

R: Аргінін

S: Серин

T: Треонін

V: Валін

W: Триптофан

Кодований геном білок за функцією належить до білків розвитку. 
Задіяний у таких біологічних процесах, як диференціація клітин, нейрогенез. 
Білок має сайт для зв'язування з ДНК. 
Локалізований у ядрі.